# Requiem - Il festival dei morti (film)
Requiem - Il festival dei morti (Shisha no gakuensai), è un film giapponese del 2000 diretto da Tetsuo Shinohara.

## Trama
Per onorare la memoria di una compagna morta suicida, i ragazzi della compagnia teatrale della scuola d'arte Tezuka allestiscono, nell'ambito di un festival scolastico, l'ultima pièce da lei scritta. Il dramma riprende una tragica storia d'amore consumata fra le mura dello stesso istituto, e che vide coinvolti un professore tedesco e una giovane insegnante di musica. Malauguratamente, l'allestimento sembra portare con sé una maledizione e varie persone coinvolte cominciano a morire misteriosamente.

## Distribuzione
Il film è stato distribuito in Italia a partire dal 14 settembre 2007, senza passare per le sale cinematografiche, direttamente in home video per conto della Dynit, in collaborazione con Eagle Pictures.

## Riconoscimenti
- 2000 - Nikkan Sports Film Awards
  - Miglior attrice a Kyôko Fukada
- 2001 - Awards of the Japanese Academy
  - Miglior attrice a Kyôko Fukada